# بنیت نیلسون
بنیت نیلسون (سوئدی: Bengt Nilsson؛ زادهٔ ۱۵ مارس ۱۹۶۷) بازیگر اهل سوئد است.
از فیلم‌هایی که وی در آن‌ها نقش داشته‌است، می‌توان به صدای همهمه و دوران گرگ اشاره نمود.